# Pentas (albedo)
Pentas  è una caratteristica di albedo della superficie di Mercurio.